# Resolutie 1328 Veiligheidsraad Verenigde Naties
Resolutie 1328 van de Veiligheidsraad van de Verenigde Naties werd op 27 november 2000 unaniem aangenomen door de VN-Veiligheidsraad.

## Achtergrond
Na de Jom Kipoeroorlog kwamen Syrië en Israël overeen de wapens neer te leggen. Een waarnemingsmacht van de Verenigde Naties moest op de uitvoer van de twee gesloten akkoorden toezien.

## Inhoud
De Veiligheidsraad:
- Overwoog het rapport van de secretaris-generaal over de VN-waarnemingsmacht, en bevestigt ook resolutie 1308.
- Beslist:
a. De partijen op te roepen onmiddellijk resolutie 338 uit te voeren.
b. Het mandaat van de UNDOF-macht met een periode van zes maanden te verlengen, tot 31 mei 2001.
c. De secretaris-generaal te vragen dan te rapporteren over de ontwikkelingen en de genomen maatregelen om resolutie 338 uit te voeren.

## Verwante resoluties
- Resolutie 1310 Veiligheidsraad Verenigde Naties
- Resolutie 1322 Veiligheidsraad Verenigde Naties
- Resolutie 1337 Veiligheidsraad Verenigde Naties (2001)
- Resolutie 1351 Veiligheidsraad Verenigde Naties (2001)

Lijst ·  1285 ·  1286 ·  1287 ·  1288 ·  1289 ·  1290 ·  1291 ·  1292 ·  1293 ·  1294 ·  1295 ·  1296 ·  1297 ·  1298 ·  1299 ·  1300 ·  1301 ·  1302 ·  1303 ·  1304 ·  1305 ·  1306 ·  1307 ·  1308 ·  1309 ·  1310 ·  1311 ·  1312 ·  1313 ·  1314 ·  1315 ·  1316 ·  1317 ·  1318 ·  1319 ·  1320 ·  1321 ·  1322 ·  1323 ·  1324 ·  1325 ·  1326 ·  1327 ·  1328 ·  1329 ·  1330 ·  1331 ·  1332 ·  1333 ·  1334